# Konstantinos Komninos-Miliotis
Konstantinos Komninos-Miliotis (Grieks: Κωνσταντίνος Κομνηνός-Μηλιώτης) (Ermoupoli, 1874 - Athene, 12 Juni 1941) was een Grieks schermer. Komninos-Miliotis nam enkel deel aan de Olympische Zomerspelen van 1896. Hij eindigde samen met Henri Delaborde in het scherm-onderdeel floret op de vijfde plaats.